# Inti
Inti byl nejoblíbenějším synem vezíra Kara, zastával funkci kněze a stal se členem soudního tribunálu v faraonově paláci. Vedle synů a manželky známe i jméno Intiho oblíbeného psa. Jmenoval se Idžem.